# Blumerode
Blumerode is een plaats in de Duitse stad Mansfeld, deelstaat Saksen-Anhalt.